# Asticta proclivis
Asticta proclivis là một loài bướm đêm trong họ Erebidae.